# タウンワーク
タウンワーク（TOWNWORK）は、リクルートの子会社であるリクルートジョブズが毎週発行していたフリーペーパーの求人情報誌。1998年11月に創刊。2025年3月24日発行号を以って休刊となった。

## 概要
1998年11月に「千葉版」・「町田・相模原版」で初めて発行されて以降、全国エリアに拡大した。アルバイト求人を主に掲載する『タウンワーク』(TOWNWORK) と、正社員・契約社員などの求人に特化した『タウンワーク社員』（TOWNWORK社員）の2種類がある。かつて正社員・レギュラーバイト・派遣社員に特化した『タウンワーク［ワイド］』(TOWNWORK Wide) も発行した。
毎週月曜日に発行し、駅やコンビニエンスストア、娯楽施設、ファミリーレストラン、一部書店などに設置したラックで無料配布する。月曜日が祝日・振替休日の場合は火曜日に発行したが、2014年5月から祝日・振替休日も月曜に発行する。月曜日が祝日・振替休日・年末年始など繁忙期に該当する場合は、2週合併号で発行する。
求人情報を掲載希望する企業は、記事の大きさ、レイアウト、回数などに応じて掲載料金を支払う。求人広告代理店とリクルートの販売会社であるリクルートHRMが取り扱う。求人情報の空きスペースに「かんたんレシピ」を掲載する。ウェブサイトに『タウンワークネット』があり、フリーペーパーと同一の求人情報を掲載する。景気状況により掲載求人数は変動し、リーマン・ショック以降に求人が激減すると掲載エリアを統合してフリーペーパーのページ数を維持した。景気回復に隷い求人数が回復すると掲載エリアを再分割している。
2024年12月3日、リクルートは2025年3月24日発行分をもってフリーペーパーを休刊し、ウェブサイトやスマートフォンアプリにて展開しているタウンワークネットに移行することを発表した。

## ジョブーブ
ジョブーブ (JOBOOB) は、タウンワークのマスコットキャラクターで、2000年代から登場し、タウンワークに関連した多くの媒体で描かれている。キャラクターデザインは大滝まみが担当した。働くことが好きなブタで、フリーペーパーの表紙イラストでは毎号、様々な職に挑んでいる。2005年11月に大滝まみが本文と挿絵を担当した絵本『GOOD JOBOOB! グッド・ジョブーブ!』（メディアファクトリー発行）を発売した。「しごとってなぁに?」「まちはしごとでできている」の2冊の絵本で構成されている。ジョブーブのLINEアイコン8種類を、2012年7月から8月20日まで期間限定で配布した。
蛙男商会が製作するフラッシュアニメ『秘密結社鷹の爪』とコラボレーションしたフラッシュアニメ『だーよしPプロデュース　あしたのジョブーブ』全10話をYouTubeで2013年8月に配信した。2014年4月にアニメ映画『鷹の爪7〜女王陛下のジョブーブ〜』を「ジョブーブのおごり」として全国の映画館で1週間限定で無料公開し、公開終了後の4月11日からYouTubeで配信している。ジョブーブの声はFROGMANの長男「おたまじゃくし」が担当し、グッズも販売した。レトルトカレー「タウンワーク特製 ジョブーブカレー ジョブーブ味中辛（ベル食品工業）」を本誌に同梱して無料配布した。

## 発行エリア

### 関東エリア
タウンワーク
首都圏エリア（30版）
- 都内エリア

1. 東西・京葉沿線版
2. 千代田・中央・総武沿線版
3. 台東・荒川・足立・葛飾版
4. 台東・足立・草加版
5. 池袋・北区・川口版
6. 池袋・東武東上沿線版
7. 池袋・西武沿線版
8. 新宿・中野・杉並版
9. 新宿・京王・小田急沿線版
10. 渋谷・目黒・世田谷版
11. 港・中央・品川・大田版

- 多摩エリア

1. 武蔵野・多摩版
2. 調布・府中版
3. 八王子・立川・青梅・あきる野版

- 神奈川エリア

1. 東急東横・横浜線沿線版
2. 湘南・西湘版
3. 神奈川県央版
4. 町田・相模原・小田急沿線版
5. 田園都市沿線版
6. 川崎・鶴見・大田・品川版
7. 横浜駅・相鉄・東海道沿線版
8. みなとみらい・京急・根岸沿線・横須賀版

- 千葉エリア

1. 千葉・佐倉・茂原・木更津版
2. 船橋・習志野・八千代・成田版
3. 市川・船橋版
4. 松戸・柏・野田・我孫子版

- 埼玉エリア

1. 東武伊勢崎沿線版
2. さいたま・上尾版
3. さいたま・川口版
4. 所沢・川越版

北関東エリア（3版）
1. 茨城版
2. 栃木版
3. 群馬・埼玉県北版

タウンワーク社員
首都圏エリア（6版）
1. 城東・城北・川口版
2. 新宿・武蔵野・多摩・町田版
3. 渋谷・東京南部・川崎・横浜北版
4. 千葉版
5. 埼玉版
6. 横浜南・県央・湘南版

タウンワーク東京都心
2014年1月27日創刊。ピンクを基調とした表紙が特徴で、ジョブーブはピンク色のシルエットとなっている。
千代田区・中央区・港区・新宿区・渋谷区・文京区・台東区・豊島区・品川区の都心部9区エリアに特化した求人を掲載。

### 関西エリア
現在、(1)関西エリア版19版、(2)大阪市内中心部を中心に2版（梅田キタ版、ミナミ版）、(3)社員版4版の計25版が出版されている。本の構成は、(1)(2)が"勤務地ごと"に求人情報が区分けされており、雇用形態はアルバイト、パート、正社員、人材派遣登録スタッフなどの求職情報が網羅されている。地元で就職希望の求職者のニーズに合わせて、各版の発行エリアは3〜8市区町村ごとの狭域に抑えられている。(3)は正社員専門の求人情報誌であり、雇用形態は正社員や契約社員がメインで、"職種ごと"に求人情報が区分けされている（本の巻末に雇用形態が一般派遣・紹介予定派遣の求職情報も一部掲載されている）。発行エリアは、大阪では2版で大阪全域をカバーしていることからもうかがえるように、中広域に設定されている。
タウンワーク
関西エリア版
- 兵庫エリア

1. 姫路・加古川版
2. 明石・西区・三木・小野版
3. 三宮・神戸西版
4. 三宮・神戸東・芦屋・西宮版
5. 尼崎・伊丹・宝塚・西淀川・福島版

- 京都・滋賀エリア

1. 京都北西版
2. 京都南・伏見・山科・宇治版
3. 大津・草津・栗東・守山版

- 大阪・奈良・和歌山エリア

1. 天王寺・あべの・大阪市南西版
2. 堺・南河内版・泉州版
3. 吹田・淀川・東淀川版
4. 豊中・池田・箕面・川西版
5. 高槻・茨木・摂津版
6. 東大阪・八尾・大阪市南東版
かつては、「東大阪・八尾・大阪市南東版」と「奈良版」で独立して発行されていたが、2008年のリーマン・ショック以降、求人数減少により統合された。2014年9月8日号より、新エリアを加えた「東大阪・八尾・大阪市南東版」と「奈良版」に分割された。
7. 守口・門真・大東・大阪市北東版
8. 枚方・寝屋川・四条畷版
9. 奈良版
10. 和歌山版

- 大阪市北区・中央区

1. タウンワーク梅田キタ版
2. タウンワークミナミ版

タウンワーク社員
1. 神戸・兵庫版
2. 大阪市内・阪神・北摂・京阪版
3. 大阪市内・東大阪・南大阪版
4. 京都・滋賀版

### 東海エリア
2007年11月12日号の各誌では、中日ドラゴンズの日本一を記念して、チームの顔となったマスコット・ドアラが表紙を飾った。それに合わせてジョブーブもドラゴンズのユニフォームを着用・ドラゴンズの現在のロゴとなっている「CD」が書かれた扇子を手に踊っている挿し絵も掲載された。また、DVD『ドアラの休日 げんじつとうひ、してみました』の発売を記念して、2008年9月8日および9月16日号でもドアラが表紙を飾り、ドアラのインタビュー記事が1ページ掲載された。
タウンワーク758［ナナゴーハチ］→タウンワークナゴヤ版
名古屋中心部での求人広告を中心にした情報誌で、2006年に創刊。マスコットのジョブーブが、黒色の「ブラックジョブーブ」になり、表紙は単一色のシンプルなものになるなど、専用のデザインだった。創刊キャンペーンCMでは、地元の宝飾店である美宝堂の社長一家が出演する、同社のCMのようなつくりのバージョンが放映され、話題となった。
2009年3月に有料雑誌のFromAが休刊となったため、統合する形で「From-A ZERO」と誌名変更。その後「タウンワークナゴヤ版」に変更し、表紙も他のタウンワークに似たデザインとなって現在に至る。
タウンワーク
1. 名古屋南部・知多版
2. 名古屋北部・東尾張・東濃版
3. 名古屋東部・瀬戸周辺版
4. 名古屋西部・西尾張版
5. 三河版
6. 岐阜版
7. 三重版

タウンワーク社員
2007年10月15日創刊。創刊号は『北斗の拳』のケンシロウが表紙を飾った。創刊キャンペーンCMでは、ケンシロウがサラリーマンと宅配業者に変身して働くという内容のアニメが放映されていた。
1. 名古屋エリア
2. 尾張エリア

### 静岡エリア
首都圏や中京3県（東海）とは全く異なるエリア展開によって創刊したエリア。当初のエリア区分は「静岡西部版」「静岡中部版」「静岡東部版」の3版であったが、2017年9月6日刊行分より静岡西部版が「浜松版」と「磐田・袋井・掛川版」に分割された。更に2019年1月14日刊行分より浜松版が「浜松市中区・南区・西区・湖西市版」と「浜松市東区・北区・浜北区・天竜区版」、静岡中部版が「藤枝・焼津・島田・牧之原版」と「葵・駿河・清水版」、静岡東部版が「富士・富士宮版」と「沼津・三島・御殿場版」に分割された。末期には浜松市の行政区再編に伴ってエリア名も変更されている。
タウンワーク
1. 浜松市中央区南西エリア・湖西市版
2. 浜松市浜名区・天竜区・中央区北東エリア版
3. 磐田・袋井・掛川版
4. 藤枝・焼津・島田・牧之原版
5. 葵・駿河・清水版
6. 富士・富士宮版
7. 沼津・三島・御殿場版

### 北海道エリア
1. 札幌南北沿線版
中央区・北区・東区・豊平区・清田区
2. 札幌東西沿線版
中央区・西区・白石区・厚別区・手稲区

### 東北エリア
1. 仙台版

### 甲信越エリア
1. 新潟版
2. 山梨版
2008年2月18日、ユメックス山梨版をリニューアルする形で創刊するが、2009年3月23日発行分をもって休刊。

### 北陸エリア
1. 石川・福井版
2. 富山・高岡版
2007年に旧富山版を創刊し、2009年に一旦休刊後2011年4月に現在の富山・高岡版としてリニューアル創刊に伴い富山地方鉄道富山軌道線車内に専用ラックを設置し、配布を開始した。

### 中四国エリア
1. 香川版

### 九州エリア
タウンワーク
1. 福岡西版
2. 福岡東・久留米・佐賀版
3. 北九州版
4. 長崎版
5. 熊本版
6. 鹿児島版

タウンワーク社員
1. 福岡版

## CM出演者
現在
- 今田美桜（2025年）

過去
- 新垣結衣（2006年）
- 宮藤官九郎（2008年）
- 藤井隆（2008年）
- AKB48（2008年）
- 関根勤 - タウンワーク社員役として出演。
- 大滝秀治
- 渡部陽一
- 三浦春馬（2012年）
- 深田恭子（2012年）
- 槇原敬之（2012年）
- 石橋杏奈（2012年）
- 香取慎吾（2013年 - 2014年）
- 乃木坂46（2013年）
- 武井壮（2013年 - 2014年）
- 新川優愛（2014年、2016年は松本人志と共演）
- 川口春奈（2014年）
- 神木隆之介（2014年）
- 田中圭（2014年）
- 木村文乃（2014年）
- 松本人志（ダウンタウン、2015年 - 2019年）[4]
- あき竹城（2016年、松本と共演）
- 橋本環奈（同上）
- 志尊淳（2016年、松本、永野と共演）
- 永野芽郁（2016年、松本、志尊と共演）
- 中川大志（2017年、松本、齋藤と共演）
- 齋藤飛鳥（2017年、松本、中川と共演）
- 生駒里奈（2017年、松本と共演）
- 片寄涼太（GENERATIONS from EXILE TRIBE、2017年、松本と共演）
- 野村周平（2017年、松本と共演）
- 藤田ニコル（同上）
- 渡辺直美（同上）
- WANIMA（同上）
- 岡崎体育（松本、emmaと共演）
- emma（松本、岡崎と共演）
- 斎藤司（2018年、松本と共演）
- 間宮祥太朗（松本と共演）
- JP（松本、間宮と共演）
- 小島瑠璃子（松本、間宮と共演）
- 山本舞香（松本、間宮と共演）
- 友近（2019年、松本と共演）
- 平野紫耀 （King & Prince、2019年 - 2020年）
- 藤原竜也 （2019年 - 2020年）
- 木村拓哉（2021年、芦田と共演）[5]
- 芦田愛菜（2021年、木村と共演）

他多数